# Conioptilon mcilhennyi
Conioptilon mcilhennyi là một loài chim trong họ Cotingidae. Nó chủ yếu được tìm thấy ở lưu vực sông Amazon phía đông Peru cũng như các khu vực biên giới liền kề ở phía tây Brazil và tây bắc Bolivia. Môi trường sống tự nhiên của nó là các khu rừng đất thấp ẩm nhiệt đới hoặc cận nhiệt đới.